# SLOCCount
SLOCCount (del inglés cómputo de líneas de código fuente) es un proyecto de software libre para creación de una herramienta, de mismo nombre, que analiza proyectos de software, haciendo la estimación de coste, de duración y de número de desarrolladores. El software cuenta las líneas físicas del código fuente, aunque esté en diferentes lenguajes, basado en medios tradicionales en la ingeniería de software con el modelo COCOMO.

## Historia
El proyecto surgió, bajo la necesidad del ingeniero estadounidense David A. Wheeler, en analizar el proyecto Red Hat Linux y publicar los resultados en 2001. El proyecto está bajo la licencia GPL y su código fuente puede ser obtenido en el sitio de SourceForge.

## Desarrollo
El proyecto se encuentra parado y la base de errores es muy baja. No existen innovaciones previstas, está estable en la versión 2.26. Parece que el software ya llegó a su madurez y carece de evoluciones significativas. En el sitio donde se encuentra el código fuente del software (SourceForge) no existe ninguna sugerencia para la evolución y mejora, hecho que se comprueba considerando que su utilización es larga en el medio académico y científico, medio donde normalmente las personas son exigentes. La estructura del proyecto es muy simple, solamente David A. Wheeler desarrolla el proyecto, según informaciones de SourceForge.